# Бурда, Любовь Викторовна
Любо́вь Ви́кторовна Бурда́ (Андриа́нова) (род. 11 апреля 1953, Воронеж, РСФСР, СССР) — советская гимнастка, двукратная олимпийская чемпионка. Заслуженный мастер спорта (1972). Выступала за «Спартак» (Воронеж). Судья международной категории. Член технического комитета Европейской федерации гимнастики. Вдова гимнаста Николая Ефимовича Андрианова (1952—2011).
Тренировалась под руководством Юрия Эдуардовича Штукмана.

## Образование
Окончила Владимирский государственный педагогический институт (1978).
В 2006 году поступила в заочную аспирантуру Национального государственного университета физической культуры, спорта и здоровья имени П. Ф. Лесгафта (кафедра теории и методики гимнастики). Работала над диссертацией на соискание учёной степени кандидата педагогических наук, посвященной проблеме подготовки девушек в спортивной гимнастике.

## Спортивные достижения
- 1968 — чемпионка СССР в упражнениях на брусьях и бревне.
- 1968 — чемпионка Олимпийских игр в командном первенстве.
- 1969 — чемпионка СССР в многоборье и на брусьях.
- 1970 — чемпионка СССР в многоборье.
- 1970 — чемпионка мира в командном первенстве, бронзовый призёр в опорном прыжке.
- 1972 — чемпионка Олимпийских игр в командном первенстве.
- 1972 — заслуженный мастер спорта.

## Прочие достижения
Имя Бурды носит сложнейший элемент упражнений на брусьях: впервые исполненная ею «вертушка» на 540°.